# Барри, Джон (писатель)
Джон М. Барри (англ. John M. Barry; род. 1947, Провиденс) — американский писатель и историк, автор книг о Великом наводнении в Миссисипи 1927 г., пандемии гриппа 1918 г., а также о современном состоянии идей отделения церкви от государства и её связи со свободой личности. Является профессором Школы общественного здравоохранения и тропической медицины Тулейнского университета и заслуженным исследователем в Тулейнском институте Байуотер. (Tulane’s Bywater Institute).

## Ранние годы
Барри родился в Провиденсе. В 1968 году окончил Брауновский университет штат Род-Айленд. В 1969 году поступил в докторантуру в Университете Рочестера, но отказался от неё в середине семестра после того, как получил степень магистра истории. Затем работал тренером по футболу в средней школе и колледже, и его первая опубликованная статья появилась в профессиональном тренерском журнале Scholastic Coach. В 1970-х начал внештатно писать для журналов и переехал в Вашингтон, округ Колумбия, где особенно часто сотрудничал с газетой The Washington Post Sunday Magazine.
Состоял в Экспертном совете по инфекционным заболеваниям при федеральном правительстве, в консультативном совете Центра инженерных основ Массачусетского технологического института и в консультативном комитете Школы общественного здравоохранения Блумберга Джонса Хопкинса при Центре реагирования на беженцев и стихийных бедствий.

## Литературные произведения
Первая книга Барри "The Ambition and the Power: A True Story of Washington " (1989) описывала работу Конгресса США, использование власти спикером палаты представителей Джимом Райтом и политическую карьеру спикера Ньюта Гингрича. В 1995 году газета New York Times назвала её одной из одиннадцати лучших книг о Конгрессе.
Совместно с Стивеном Розенбергом, — доктором медицинских наук, руководителем хирургического отделения Национального института рака и пионером в разработке «иммунотерапии» рака, — написал вторую книгу «The Transformed Cell: Unlocking the Mysteries of Cancer», впоследствии переведенную на 12 языков.
Книга «Rising Tide: The Great Mississippi Flood of 1927 and How It Changed America» (1997) вошла в списке бестселлеров New York Times и в 1998 году получила премию Фрэнсиса Паркмана Общества американских историков за лучшую книгу года по истории США. В 2005 году Нью-Йоркская публичная библиотека назвала её одной из пятидесяти лучших книг всех жанров предшествующие 50 лет. Труды Барри по вопросам водных ресурсов были отмечены Национальной академией наук США; в 2006 году Барри был приглашен прочитать почетную лекцию Абеля Вулмана (Abel Wolman Distinguished Lecture) по водным ресурсам; он стал единственным из непрофессиональных учёных, когда-либо читавших эту лекцию.
Книга The Great Influenza: The Epic Story of the Greatest Plague in History (2004) стала бестселлером New York Times и в 2005 году получила премию Кека в области коммуникации Национальной академии наук, инженерии и медицины. В 2005 году Барри была присуждена «Премия 11 сентября» Центра биозащиты и новых патогенов Университета Брауна.

## Другие труды
Сотрудничал в изданиях The New York Times, The Wall Street Journal, Time Magazine, Fortune, The Washington Post, Esquire и других. Часто выступает в качестве приглашенного комментатора в телепрограммах, в том числе на NBC Meet the Press, Сегодня вечером « Мировые новости» ABC, "Час новостей " PBS, а также в известных мировых СМИ, таких как BBC и Al Jazeera. Университет Тулейна присвоил Барри звание почетного доктора за вклад в восстановление Нового Орлеана после урагана Катрина.

### Комментарии
1. ↑  В 2021 году книга вышла на русском.